# PR-LP 7
El sendero PR-LP 7 es un sendero de Pequeño Recorrido en La Palma (Canarias, España) que une el Pico de la Cruz con Los Sauces.
La longitud total del recorrido es de 16300 metros. Hay 2150 metros de desnivel.